# 45 Batalion WOP
45 Batalion Wojsk Ochrony Pogranicza/Ośrodek Szkolenia Górnośląskiej Brygady Wojsk Ochrony Pogranicza/Batalion graniczny Wojsk Ochrony Pogranicza Prudnik – zlikwidowany samodzielny pododdział Wojsk Ochrony Pogranicza pełniący służbę na granicy polsko-czechosłowackiej.

## Formowanie i zmiany organizacyjne
Na podstawie rozkazu MBP nr 043/org. z 3 czerwca 1950, na bazie 21 Brygady Ochrony Pogranicza, sformowano 4 Brygadę Wojsk Ochrony Pogranicza, a 1 stycznia 1951 71 batalion Ochrony Pogranicza przemianowano na 45 batalion Wojsk Ochrony Pogranicza JW 2588.

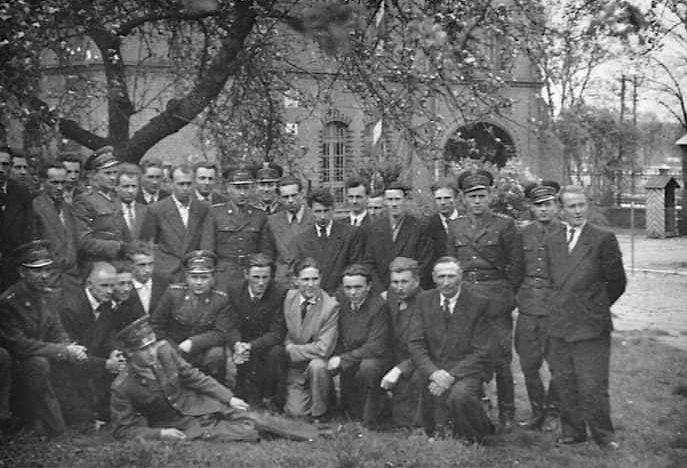
Żołnierze WOP (1950–1959)

W 1956 po rozformowaniu 46 Batalionu WOP w Paczkowie, strażnice Gierałcice, Jarnołtów, Jasienica Górna, Gościce zostały podporządkowane dowódcy 45 Batalionowi WOP w Prudniku.
4 lipca 1961 batalion przejął strażnicę Pomorzowice z rozformowanego 44 Batalionu WOP w Głubczycach.

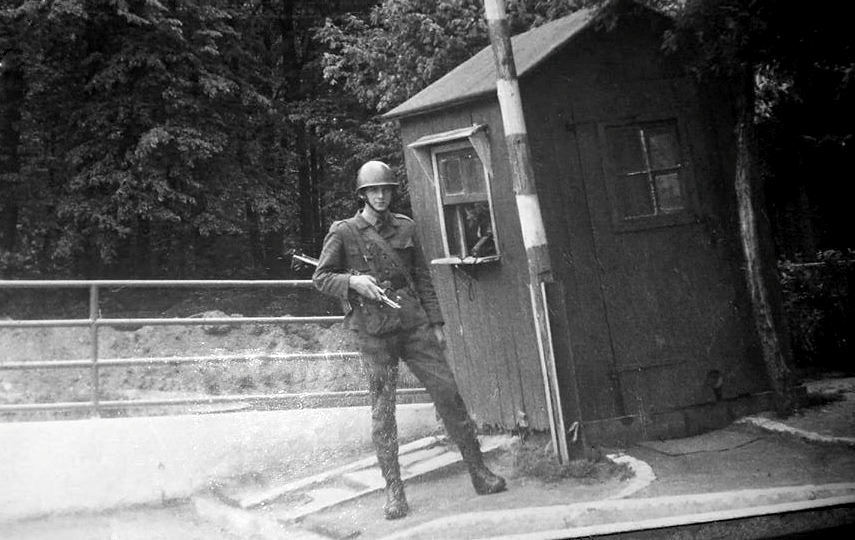
Żołnierz na posterunku wartowniczym przy garażach (lato 1970)

W kwietniu 1976, w związku z przejściem na dwuszczeblowy system dowodzenia, rozwiązano batalion. Strażnice podporządkowano bezpośrednio pod sztab Górnośląskiej Brygady WOP w Gliwicach. W jego miejsce utworzono Ośrodek Szkolenia Górnośląskiej Brygady WOP w Prudniku w którym, przechodzili 3-miesieczne przeszkolenie wojskowe kandydaci do służby w Zmotoryzowanych Odwodów Milicji Obywatelskiej (ZOMO).

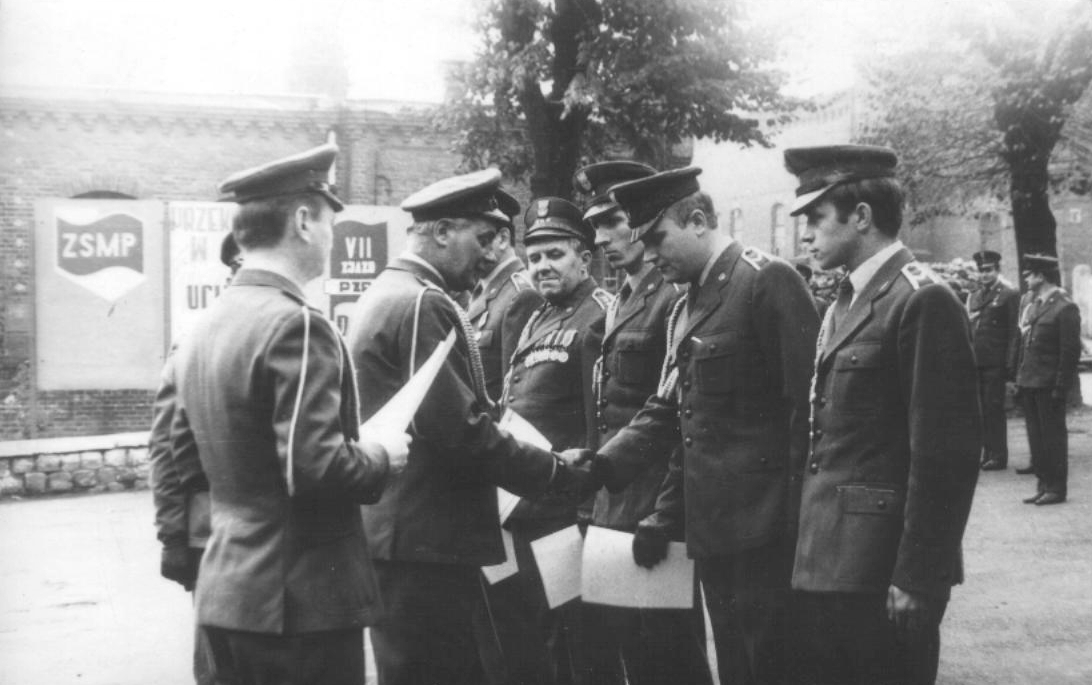
płk Izydor Jałoszyński (z-ca d-cy ds. politycznych GB WOP) wręcza akty mianowania na wyższe stopnie wojskowe. Od prawej: 1. sierż. Sobieraj, 2. sierż Zygmunt Wojewoda, 3. chor. Kazimierz Obrzut, 4. chor. sztab. Eugeniusz Woźniak (1976–1979)

13 grudnia 1981 po wprowadzeniu stanu wojennego na terytorium w kraju, dowódca GB WOP wewnętrznym rozkazem w miejscu stacjonowania poszczególnych batalionów, utworzył tzw. „wysunięte stanowiska dowodzenia” (zalążek przyszłych batalionów granicznych), którym podporządkował strażnice znajdujące się na odcinkach dawnych batalionów granicznych. Brygada wykonywała zadania ochrony granicy i bezpieczeństwa państwa wynikające z dekretu o wprowadzeniu stanu wojennego.

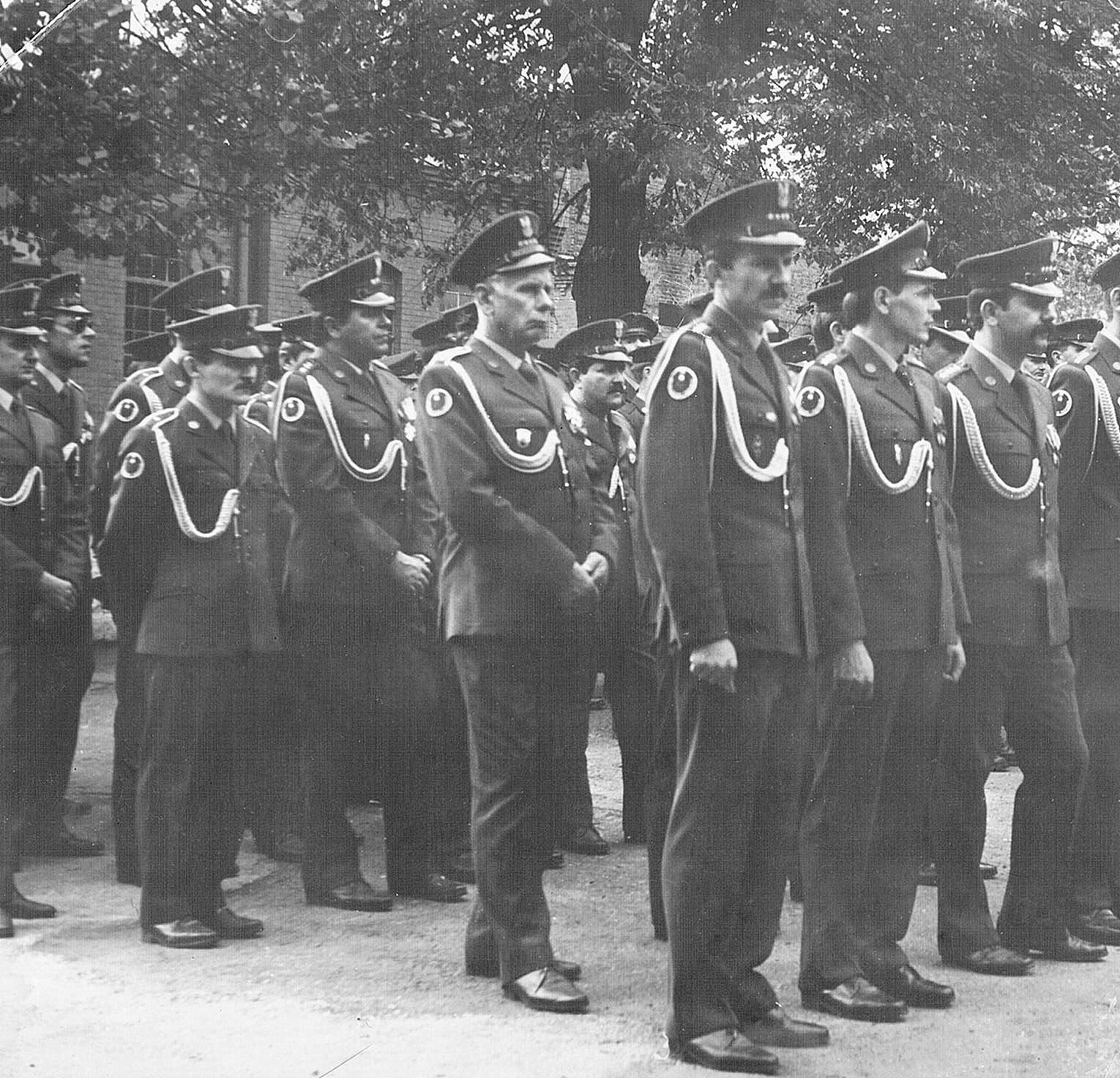
Kadra bg WOP Prudnik, GPK Głuchołazy i strażnicy WOP Jasienica Górna, podczas uroczystej zbiórki z okazji Święta LWP (październik 1985)

Po kolejnej reorganizacji w 1984 sformowano ponownie batalion graniczny WOP w Prudniku, który rozwiązano 1 listopada 1989, w jego miejsce sformowana została Kompania Zabezpieczenia w Prudniku, a przeformowane strażnice weszły w podporządkowanie bezpośrednio pod GB WOP.
Straż Graniczna:
15 maja 1991 przestała istnieć Górnośląska Brygada WOP, 16 maja 1991 powstała Straż Graniczna, a w jej strukturze Śląski Oddział Straży Granicznej w Raciborzu, który przejął obiekty koszarowe i strażnice.
W ramach Śląskiego Oddziału SG zostały utworzone:
- Samodzielna kompania odwodowa (sko) – w 1994 przeniesiona do Głubczyc.
- Grupa Dochodzeniowo–Śledcza Wydziału Operacyjno–Śledczego – we wrześniu 1995 przeniesiona do strażnicy SG w Trzebinie.
- Grupa Operacyjna Wydziału Ochrony Granicy Państwowej (WOGP) – we wrześniu 1995 przeniesiona do strażnicy SG w Trzebinie.
- Oficer kierunkowy Sekcji Granicznej WOGP – we wrześniu 1995 przeniesiony do strażnicy SG w Trzebinie.
- Grupa Techniki i Zabezpieczenia Wydziału Techniki i Zabezpieczenia (GTiZ) – do zabezpieczenia logistycznego sko i strażnic kierunku prudnicko–nyskiego. We wrześniu 1995 przeniesiona została do obiektów koszarowych Śląskiego OSG w Głubczycach.
  - Pluton zabezpieczenia (d-ca – st. chor. SG. Józef Mikler).

W połowie grudnia 1995 przekazano koszary gminie Prudnik, gdzie utworzono Szkolne Schronisko Młodzieżowe.

## Struktura organizacyjna
- dowództwo i pododdziały przysztabowe[13] – Prudnik

W 1954 batalionowi WOP Prudnik podlegały:
- 229 strażnica WOP Dytmarów
- 230 strażnica WOP Trzebinia
- 231 strażnica WOP Pokrzywna
- 232 strażnica WOP Jarnołtówek – do 05.1958[6]
- 233 strażnica WOP Konradów
- 234 strażnica WOP Gierałcice.

1 stycznia 1960 batalionowi WOP Prudnik podlegały:
- 1 strażnica WOP III kategorii Jasienica Górna – od 1956[6]
- 2 strażnica WOP IV kategorii Jarnołtów – od 1956[6]
- 3 strażnica WOP III kategorii Gierałcice – od 1956[6]
- 4 strażnica WOP I kategorii Konradów
- 5 strażnica WOP III kategorii Pokrzywna
- 6 strażnica WOP III kategorii Trzebina
- 7 strażnica WOP III kategorii Dytmarów.

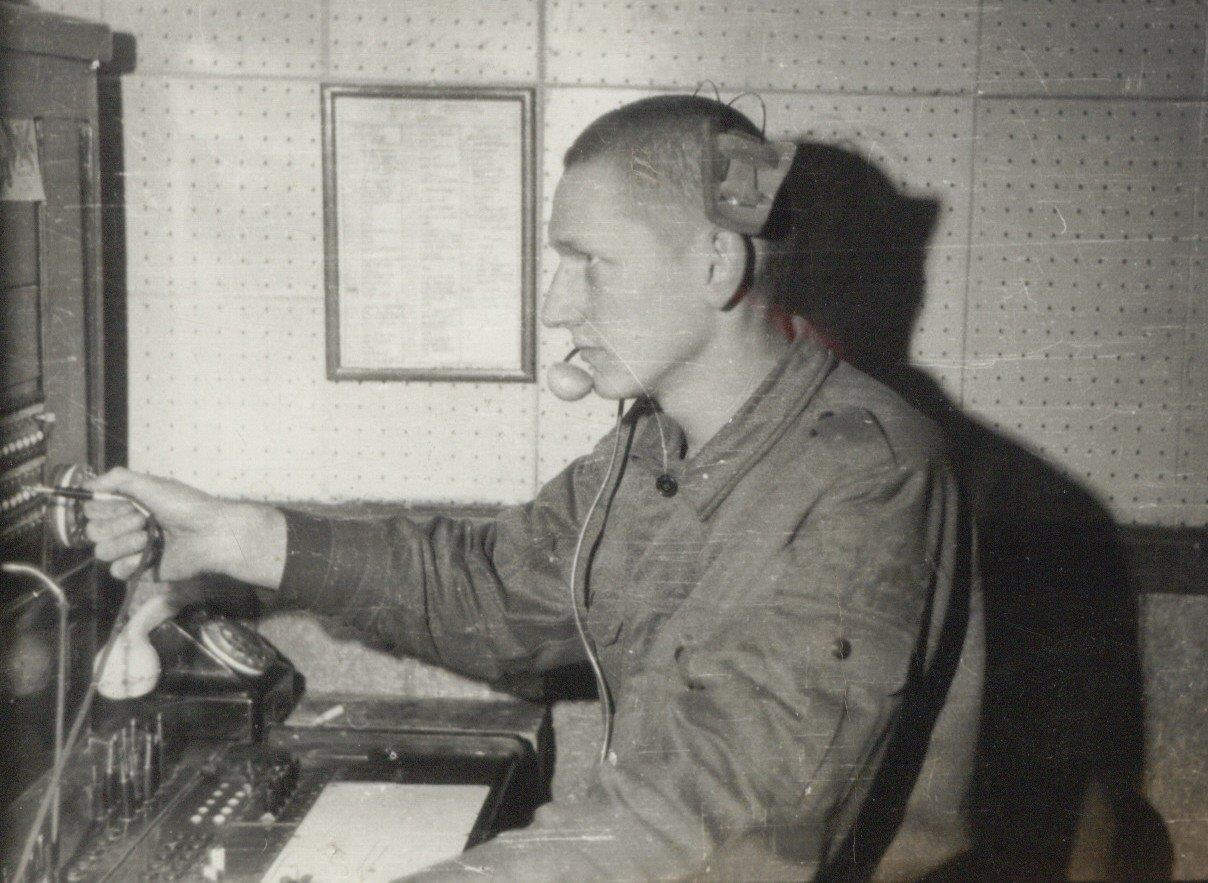
Żołnierz podczas służby na centrali telefonicznej w sztabie batalionu (1972)

1 stycznia 1964 batalionowi WOP Prudnik podlegały:
- 1 strażnica WOP lądowa III kategorii Gościce – od 1956[6]
- 2 strażnica WOP lądowa IV kategorii Jasienica Górna
  - Placówka Kontroli Małego Ruchu Granicznego II kategorii Dziewiętlice
- 3 strażnica WOP lądowa IV kategorii Jarnołtów – do 1975[14]
- 4 strażnica WOP lądowa III kategorii Gierałcice
- 5 strażnica WOP lądowa II kategorii Konradów
  - Placówka Kontroli Małego Ruchu Granicznego I kategorii Konradów
- 6 strażnica WOP lądowa III kategorii Pokrzywna
  - przejście graniczne – kolejowe Głuchołazy
- 7 strażnica WOP lądowa IV kategorii Trzebina
- 8 strażnica WOP lądowa IV kategorii Krzyżkowice
  - Placówka Kontroli Małego Ruchu Granicznego III kategorii Krzyżkowice
- 9 strażnica WOP lądowa IV kategorii Pomorzowice – od 04.07.1961
  - Placówka Kontroli Małego Ruchu Granicznego II kategorii Tarnkowa
  - Placówka Kontroli Małego Ruchu Granicznego III kategorii Racławice Śląskie.

Dowództwo batalionu 1976:

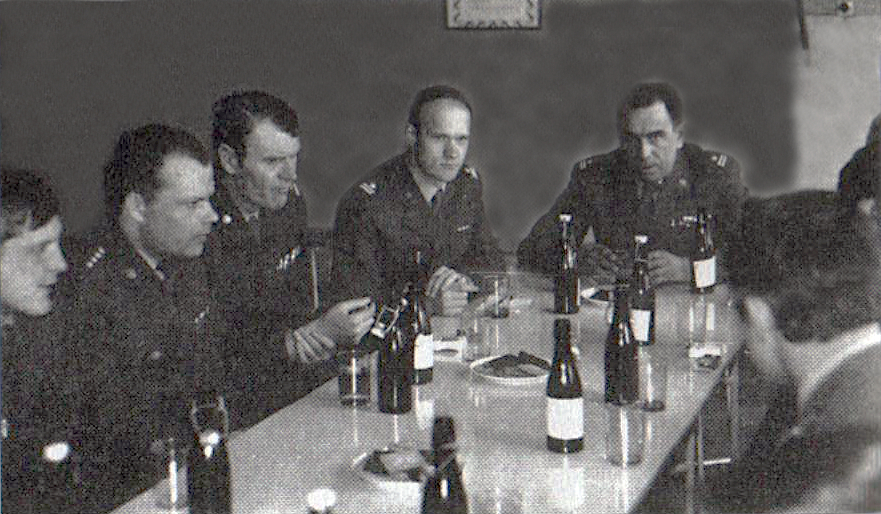
Spotkanie z aktywem młodzieżowym. Od lewej: 2. kpt. Stefan Gacek, 4. mjr Bogdan Włostowski, 5. mjr Piotr Węglowski (1975)

- dowódca batalionu – ppłk Piotr Węglowski
- szef sztabu batalionu – mjr Stefan Gacek
- zastępca dowódcy batalionu do spraw politycznych – mjr Bogdan Włostowski[16]
- zastępca dowódcy batalionu do zwiadu – mjr Kazimierz Bednarczyk
- kwatermistrz – kpt./mjr Edward Stępień.

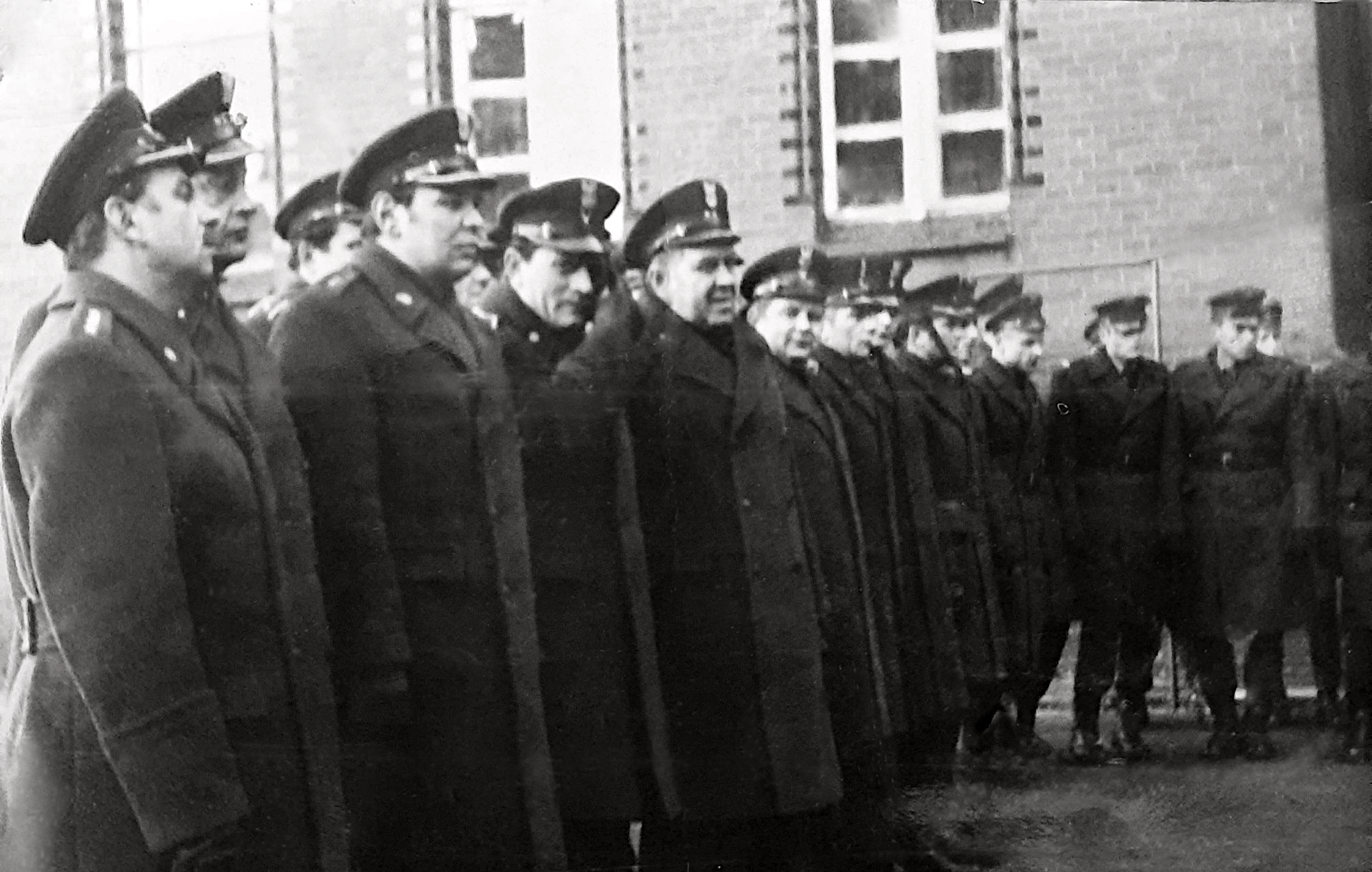
Kadra i żołnierze WOP (1970–1979)

W 1976 batalionowi WOP Prudnik podlegały:
- pododdziały przysztabowe:
  - pluton odwodowy
  - pluton ochrony
  - pluton łączności
  - pluton transportowy
- Strażnica WOP Pomorzowice
- Strażnica WOP Krzyżkowice
- Strażnica WOP Trzebina – do 1976
- Strażnica WOP Pokrzywna
- Strażnica WOP Konradów
- Strażnica WOP Gierałcice
- Strażnica WOP Jasienica Górna
- Strażnica WOP Gościce.

Dowództwo Ośrodka Szkolenia GB WOP:
- dowódca ośrodka – ppłk Piotr Węglowski
- szef sztabu – kpt. Janusz Stanisławski
- zastępca ośrodka do spraw politycznych – mjr Mirosław Kudasiewicz
- kierownik grupy operacyjnej zwiadu – mjr Kazimierz Bednarczyk
- kierownik grupy zabezpieczenia kwatermistrzowskiego – mjr Edward Stępień
- kierownik grupy zabezpieczenia technicznego – por. Ryszard Kwaśny.

W kwietniu 1976 do 2. połowy 1984 Ośrodkowi Szkolenia Górnośląskiej Brygady WOP podlegały:
- 2 kompanie szkolne
- pluton dowodzenia
- grupa operacyjna zwiadu
- grupa zabezpieczenia kwatermistrzowskiego
- grupa zabezpieczenia technicznego.

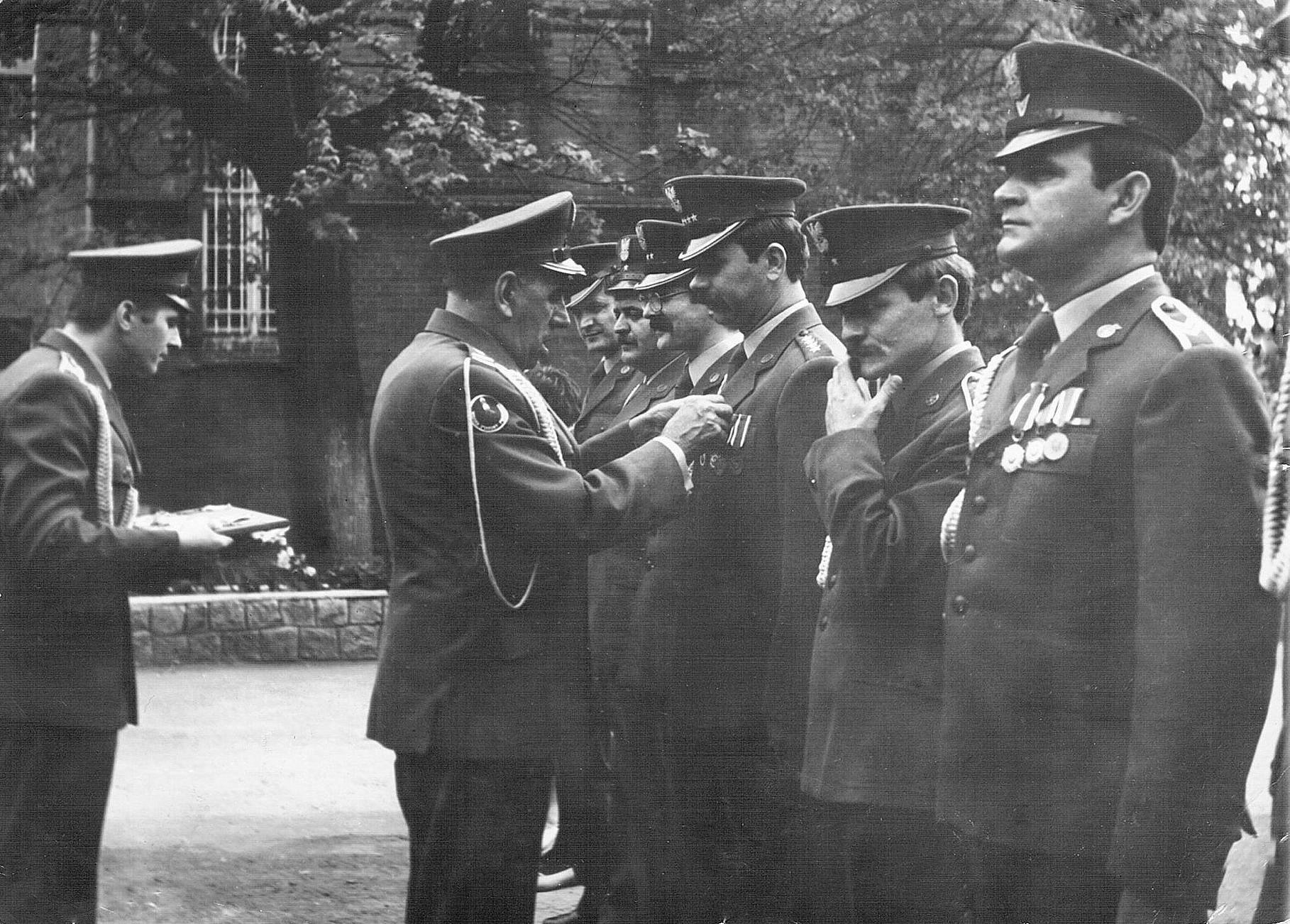
D-ca bg WOP Prudnik ppłk Piotr Węglowski dekoruje wyróżnioną kadrę batalionu i strażnicy WOP Gierałcice, podczas uroczystej zbiórki z okazji Święta LWP na placu apelowym (październik 1985)

Dowództwo batalionu 2. połowa 1984:
- dowódca batalionu – ppłk Piotr Węglowski
- szef sztabu batalionu – mjr Aleksander Klimas
- zastępca dowódcy batalionu do spraw politycznych – por. Wojciech Wróbel
- zastępca dowódcy batalionu do zwiadu – kpt. Lech Klimko
- zastępca dowódcy batalionu do spraw technicznych i zaopatrzenia – mjr Edward Stępień

W 2. połowa 1984 do października 1989 batalionowi WOP Prudnik podlegały:
- Strażnica WOP Lądowa rozwinięta kat. II w Pomorzowicach
- Strażnica WOP Lądowa rozwinięta kat. II w Krzyżkowicach
- Strażnica WOP Lądowa rozwinięta kat. I w Pokrzywnej
- Strażnica WOP Lądowa rozwinięta kat. I w Konradowie
- Strażnica WOP Lądowa rozwinięta kat. I w Gierałcicach
- Strażnica WOP Lądowa rozwinięta kat. II w Jasienicy Górnej
- Strażnica WOP Lądowa rozwinięta kat. II w Gościcach
- Grupa Operacyjno-Rozpoznawcza Zwiadu w Nysie.

Dowództwo batalionu październik 1989:
- dowódca batalionu – ppłk Aleksander Klimas[19]
- szef sztabu batalionu – kpt. Józef Kulak[20]
- zastępca dowódcy batalionu do spraw politycznych – kpt. Wojciech Wróbel
- zastępca dowódcy batalionu do spraw zwiadu – mjr Lech Klimko[21]
- zastępca dowódcy batalionu do spraw technicznych i zaopatrzenia – mjr Waldemar Jakubek[21].

## Żołnierze batalionu

### Dowódcy batalionu
- kpt. Franciszek Gajdemski (01.1951–02.1953)[9]
- por./kpt. Antoni Porębski (02.1953–07.1956)[22]
- kpt./mjr Bronisław Kuzio[23] (08.1956–09.1958)[24]
- mjr/ppłk Jerzy Jakubiak (09.1958[25]–03.1963[24])
- ppłk Ludwik Kukier (08.1963–jesień 1974[24])
- mjr/ppłk Piotr Węglowski (jesień 1974–04.1976)[15]
- ppłk Piotr Węglowski (04.1976–2. poł. 1984) → d-ca Ośrodka Szkolenia GB WOP)[26]
- ppłk/płk Piotr Węglowski (2. poł. 1984–1987) → d-ca batalionu granicznego WOP Prudnik[18]
- mjr/ppłk Aleksander Klimas (wiosna 1987[27]–18.10.1989) → d-ca batalionu granicznego WOP Prudnik .

### Dowódca kompanii zabezpieczenia
- kpt. Józef Kulak[28] .

Straż Graniczna:

### Dowódcy samodzielnej kompanii odwodowej
- kpt. dypl. SG Mirosław Brożko (16.05.1991–1992)[g]
- kpt. SG Ryszard Grzybacz[h]
- por. SG/kpt. SG Bogusław Kuliński (do 1994)[i].

### Kierownik Grupy Techniki i Zabezpieczenia WTiZ
- st. chor. sztab. SG Edward Kowalczyk – do rozformowania[j].

### Kierownik GO-Ś
- mjr SG Sergiusz Hadrych.

### Oficer kierunkowy WOGP
- por. SG/kpt. SG Włodzimierz Karsznia .

## Wydarzenia
- 1951 – 12 marca doszło do dezercji sześciu żołnierzy, trzech z 223 strażnicy WOP Zwierzynie i trzech z 222a strażnicy WOP Pokrzywna oraz praczką, pod dowództwem i z inicjatywy sierż. Jana Kępy zastępcy dowódcy ds. specjalnych 222a strażnicy WOP Pokrzywna. Dezerterów ujęto na terytorium Czechosłowacji, a następnie skazano na kary więzienia, a sierż. Kępę na karę śmierci, którą wykonano w Areszcie Śledczym w Bytomiu[9][29].
- 1956 – 2 maja dowództwo 4 Brygady WOP na odcinku 41 batalionu WOP Ustroń, zorganizowało pod namiotami, sezonową strażnicę WOP z kadry zawodowej i żołnierzy służby zasadniczej 45 batalionu WOP Prudnik (d-cą strażnicy był ppor. Edward Karpiuk), na płaskowyżu Soszów w celu zapobieżenia istniejącemu w tym rejonie przemytowi. Strażnica realizowała zadania pomiędzy szczytami Czantoria-Stożek, z bazą wyjściową w miejscowości Wisła. W czerwcu, w wyniku rykoszetu (teren górzysty, kamienie) po oddaniu serii strzałów ostrzegawczych z pistoletu maszynowego przez żołnierzy strażnicy, doszło do spowodowania zranienia w mosznę przemytnika, miejscowego górala[30].
- 1956 – koniec czerwca, początek lipca w okresie tzw. „Wypadków poznańskich”, przy linii granicznej i w strefie działania, odnajdywano pakunki zawierające ulotki z tzw. „bibułą”, przytwierdzone do balonów leżących na ziemi[31]. W związku z masowością zjawiska, żołnierze otrzymali zezwolenie na użycie broni, celem zestrzelenia nisko przelatujących balonów (nawet jeśli znajdowały się na terytorium czechosłowackim, ale w zasięgu ognia – to samo czynili pogranicznicy czechosłowaccy)[32].
- 1958 – maj, rozformowano Strażnicę WOP Jarnołtówek[6].
- 1959/60 – dowództwo WOP udostępniło konie na potrzeby filmu Aleksandra Forda na podstawie powieści Henryka Sienkiewicza Krzyżacy. W filmie brali również udział konie z batalionu.
- 1960 – żołnierze batalionu pomagali przy budowie nowego budynku szkoły podstawowej, pomnika 1000 lecia Państwa Polskiego w miejscowości Pomorzowiczki. Szkoła otrzymała imię Żołnierzy Górnośląskiej Brygady WOP[33].
- 1968 – 25 sierpnia podczas operacji „Dunaj” do Krnova wkroczył 15 Pułk Wojsk Obrony Wewnętrznej z Prudnika, by nie dopuścić do działań tamtejszego dowództwa pułku. Pozytywną rolę w „rokowaniach” z dowództwem czechosłowackiej jednostki odegrał z-ca d-cy strażnicy WOP Pomorzowice por. Jan Wojtak. „Rokował” za pomocą słów i alkoholi, co miało wpływ na zachowanie czechosłowackich sztabowców. Ale mimo wszystko, czechosłowaccy pogranicznicy nabrali pewnego dystansu w stosunku do polskich WOP-istów. Dotychczasowe przyjazne stosunki i spotkania – oziębły. (W trakcie wydarzeń w Czechosłowacji 45 batalion WOP bezpośrednio nie uczestniczył. W drugiej dekadzie sierpnia na zwołanej odprawie d-ców strażnic, nakazano, by w kontaktach z pogranicznikami czechosłowackimi, prosić ich o niepodejmowanie nieodpowiedzialnych działań na ich pograniczu)[34].
- 1972 – początek września, w czasie dojazdu samochodem służbowym Nysa szefa Wojskowej Administracji Koszar (WAK) z ekipą do wykonana prac remontowych w strażnicy WOP Konradów, w miejscowości Pokrzywna (rejon stacji PKP) doszło do potrącenia dziewczynki idącej z rodzicami, która niespodziewanie wtargnęła na drogę. Po przewiezieniu do szpitala w miejscowości Głuchołazy, dziecko zmarło[35].
- 1973 – wrzesień, udający się na szkolenie w batalionie WOP, chroniąc się przed burzą pod rosnącym drzewem, śmiertelnie rażony został przez piorun podoficer zawodowy strażnicy WOP Pokrzywna plut. Piszewski w parku miejskim w Prudniku[36][37].
- 1973 – wrzesień, w czasie powrotu podoficerów zawodowych do batalionu samochodem osobowo-terenowym GAZ-69 z tzw. współpracy z ludnością pogranicza w miejscowości Moszczanka (rejon wiaduktu kolejowego) doszło do kolizji z rowerzystą będącym pod wpływem alkoholu. W wyniku odniesionych obrażeń rowerzysta zmarł[36][37].
- 1975 – została rozformowana strażnica WOP Jarnołtów, a odcinek granicy przejęły pod ochronę sąsiednie strażnice Gierałcice i Jasienica Górna[14].
- 1976 – styczeń, żołnierze batalionu brali udział w zwalczaniu wyników huraganu, który przeszedł przez Prudnik oraz jego okolice[38].
- 1976 – została rozformowana strażnica WOP Trzebina, a odcinek granicy przejęły pod ochronę sąsiednie strażnice Krzyżkowice i Pokrzywna[15].
- 1977 – sierpień, żołnierze batalionu brali udział w zwalczaniu skutków powodzi, ewakuując min. Zakłady Przemysłu Bawełnianego „Frotex” oraz okoliczne wsie[38].
- 13 grudnia 1981–22 lipca 1983 – (stan wojenny w Polsce), normę służby granicznej dla żołnierzy podwyższono z 8 do 12 godzin na dobę. Ścisłą kontrolą objęto całą strefę nadgraniczną, zamknięte zostały szlaki turystyczne. W stan gotowości były postawione pododdziały odwodowe[39].
- 1985 – doszło do zaginięcia broni służbowej, pistoletu P-64 z szafy metalowej do przechowywania broni, znajdującej się na dyżurce oficera dyżurnego koszar. Broń nie została odnaleziona, a podoficer zawodowy, na którego służbie stwierdzono fakt braku broni, został skazany prawomocnym wyrokiem, na karę pozbawienia wolności.
- 1989 – 1 listopada rozformowano dowództwo batalionu, a w jego miejsce sformowana została kompania zabezpieczenia[e] pod dowództwem kpt. Józefa Kulaka[28].

## Upamiętnienie
Tablica pamiątkowa, poświęcona żołnierzom i pracownikom cywilnym byłych jednostek wojskowych stacjonujących w koszarach przy ul. Dąbrowskiego w Prudniku. Uroczystość odsłonięcia tablicy odbyła się o godz. 10.00 19 maja 2007. Inicjatorem przedsięwzięcia było Stowarzyszenie Integracji Rodzin Wojskowych Kadry Zawodowej byłego Garnizonu w Prudniku i Koło Miejsko-Gminne Związku Byłych Żołnierzy Zawodowych i Oficerów Rezerwy Wojska Polskiego w Prudniku.

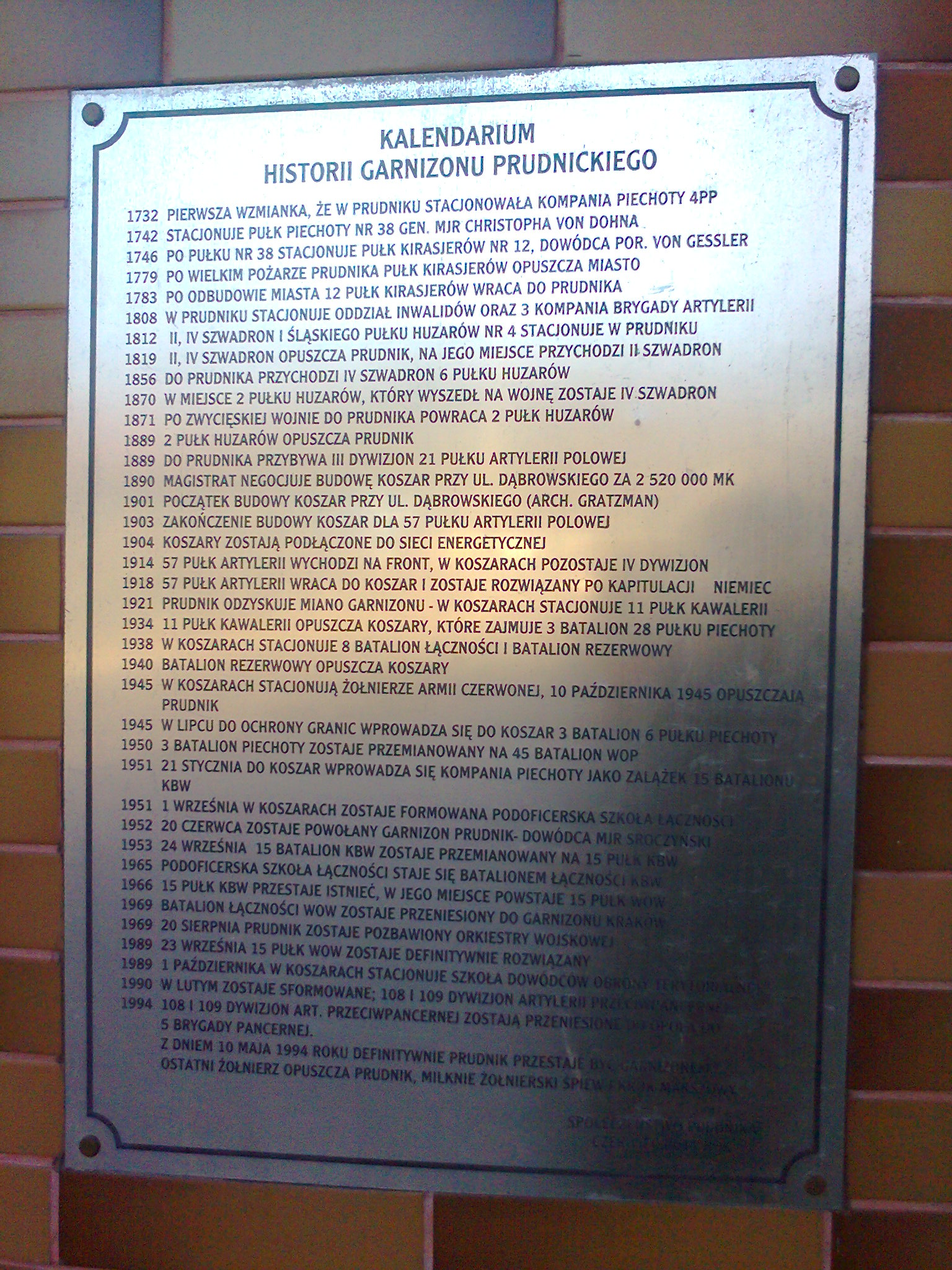
Kalendarium historii garnizonu prudnickiego (grudzień 2013)
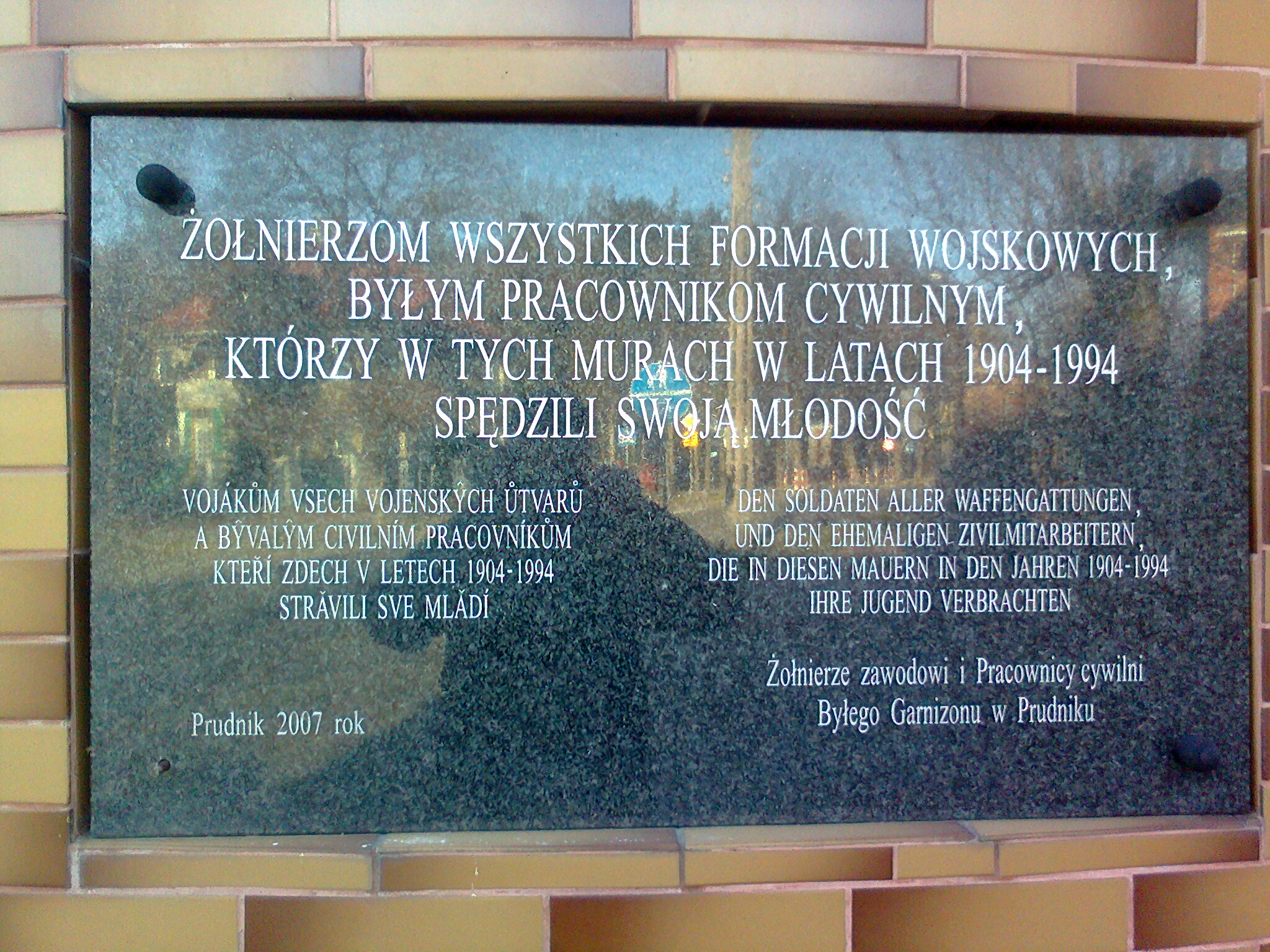
Tablica pamiątkowa (grudzień 2013)
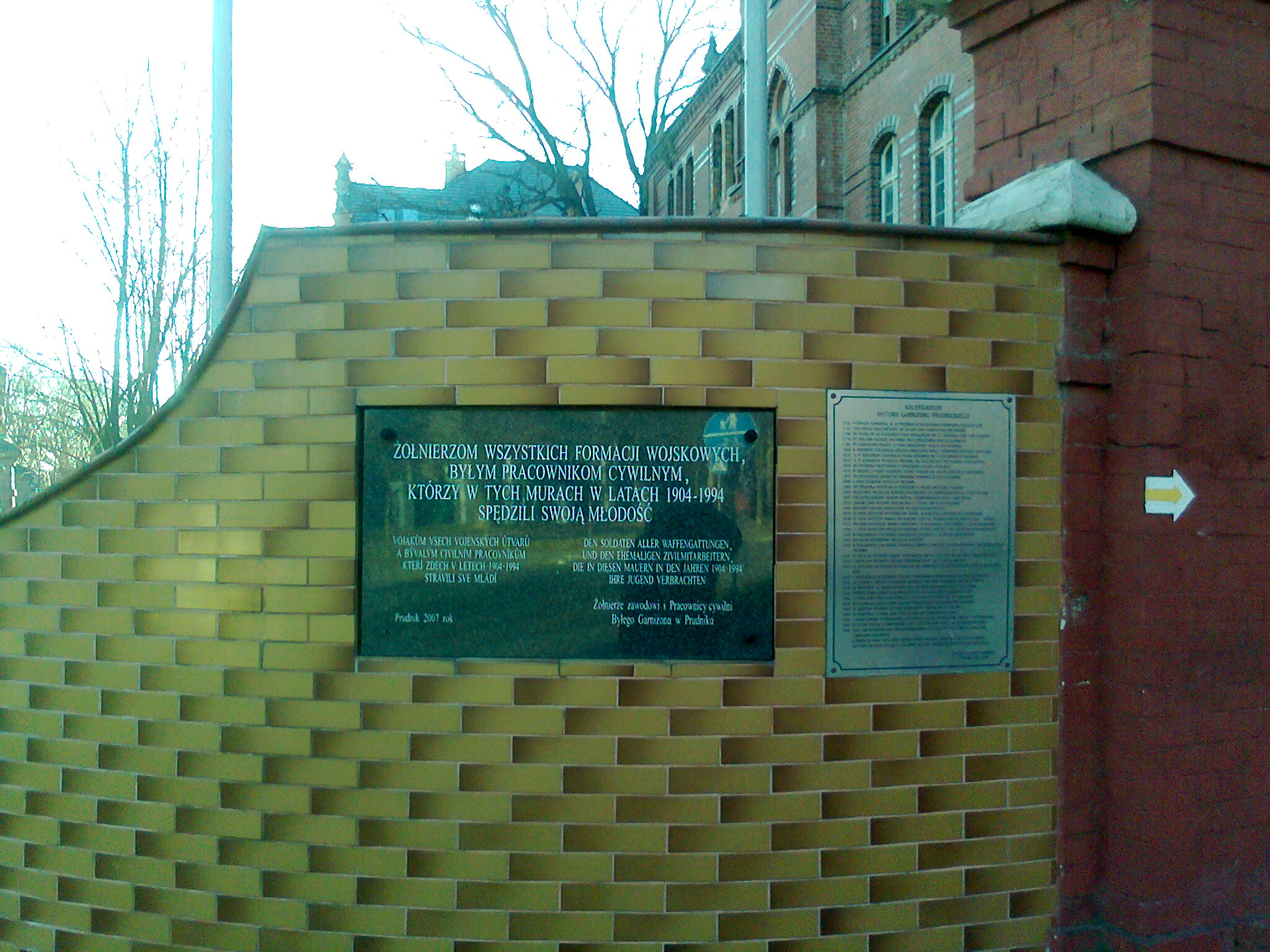
Tablica pamiątkowa i kalendarium garnizonu przy bramie wjazdowej, widok od ul. Dąbrowskiego (grudzień 2013)